# A1689-zD1
A1689-zD1 és una de les galàxies més antigues, i la més llunyana descoberta des de febrer de 2008 fins al descobriment de UDFy-38135539 en 2010.

## Característiques
S'hi troba a 12,8 mil milions d'anys llum (121.014.463.430.246.400.000.000.000 km). Per tant, l'observem com era fa 12,800 milions d'anys, poc més d'uns 900 milions d'anys després del naixement de l'Univers, la qual cosa representaria aproximadament el 6,5% de la seva edat.
És pobre en elements químics (hidrogen, heli, beril·li i liti). La seva grandària i massa és similar al de la Via Làctia.

## Importància del descobriment
Va ser la galàxia més antiga coneguda des de 2008, l'any del seu descobriment, i pot observar-se com era en un moment de transformació en l'Edat Fosca, poc després del big-bang, però abans que la formació d'estels constituira un fenomen habitual en l'Univers.
Segons declaracions de l'astrònom Garth Illingworth, de la Universitat de Califòrnia en Santa Cruz i membre de l'equip d'investigadors, «són les imatges més detallades d'un objecte tan llunyà preses fins ara».
Larry Bradley, de la Universitat Johns Hopkins i responsable de l'estudi, va declarar que «aquesta galàxia és possiblement una de les moltes que va ajudar a acabar l'Edat Fosca». També va declarar: «els astrònoms estan bastant segurs que objectes de gran energia com els quàsars no tenien suficient energia per posar fi a l'Edat Fosca de l'Univers. Però moltes galàxies joves formades d'estels podrien haver produït suficient energia com per posar fi a aquest període».
Segons va afirmar Holland Ford, també de la Universitat Johns Hopkins, «aquesta galàxia serà una de les primeres que observarem amb el JWST».

## Tecnologia usada
La galàxia s'hi troba tan lluny que no apareix en les imatges preses amb la Càmera Avançada per a Sondejos (ACS, en anglès) del telescopi espacial Hubble. Per això va ser necessària la NICMOS del Hubble i la càmera infraroja del Spitzer, tots dos telescopis de la NASA. A més, es va aprofitar una lent gravitacional, en concret, un grup massiu de galàxies relativament proper en el firmament a la galàxia descoberta, conegut com a Abell 1689, que s'hi troba a uns 2.200 milions d'anys llum de distància de la Terra; amb ell es va ampliar mitjançant l'efecte de la gravetat la llum procedent d'A1689-zD1 -situada darrere- en un factor proper a 10, fent així possible la seva captació.